# Torre de los Moros (Lascuarre)
La torre de los Moros o simplemente castillo de Lascuarre se encuentra próximo al antiguo camino que conducía hasta Arén a las afueras del municipio oscense de Lascuarre.

## Historia
El castillo de Lascuarre, que en fuentes antiguas aparece con el nombre de Laguarres era junto con el de Castigaleu los puestos más avanzados de los musulmanes en frente al condado de Ribagorza durante los siglos X y XI sin embargo la antigua fortaleza al menos presenta dudas sobre la relación con la fortaleza actual que más parece casa fuerte de los siglos XV o XVI. No obstante sería conveniente hacer caso a la sabiduría popular y tener en cuenta el nombre popular de la fortaleza.

## Descripción
La popularmente conocida como "Torre de los Moros" es una torre de planta rectangular que mide aproximadamente 7 x 6 m de lado y 10 de altura. En la actualidad se conservan tres de las cuatro alturas que debió tener en su día y con la planta perdida también ha perdido el remate que debía estar cubierta de losas a dos aguas, si bien ha perdido su remate. En una de sus esquinas presenta restos de tres ménsulas que sostenían un garitón.
Tiene una puerta adintelada orientada al sur reforzada por sillares que no se ha conservado íntegramente. En el muro oriental y en el sur, hay contrafuertes rectangulares ataludados, y saeteras.

## Enlaces de interés
- Wikimedia Commons alberga una categoría multimedia sobre Torre de los Moros.

- Datos: Q29367849